# 假大青蓝
假大青蓝（学名：Indigofera galegoides），为豆科木蓝属下的一个种。

## 扩展阅读
維基物種上的相關：假大青蓝